# Бердыев, Аллаяр
Аллаяр Бердыев (1893 год, Туркестанский край, Российская империя — дата смерти неизвестна, Байрам-Алийский район, Марыйская область, Туркменская ССР, СССР) — старший чабан каракулеводческого совхоза «Уч-Аджи» Министерства внешней торговли СССР, Байрам-Алийский район, Марыйская область, Туркменская ССР. Герой Социалистического Труда (1948).

## Биография
Родился в 1893 году в крестьянской семье в одном из сельских населённых пунктов Туркестанского края (на территории современного Байрамалинского этрапа).
В 1930-е годы трудился старшим чабаном в совхозе «Уч-Аджи» Байрам-Алийского района с центром в селе Уч-Аджи (сегодня — Багтыярлык). За выдающиеся трудовые достижения в овцеводстве в годы Великой Отечественной войны был награждён Орденом «Знак Почёта».
В 1947 году бригада чабанов под руководством Аллаяра Бердыева, обслуживая на начало года отару в 835 овцематок, сдала 95 % каракулевых смушек первого сорта от общего числа сданных смушек и в среднем по 106 ягнят к отбивке на каждую сотню овцематок. Указом Президиума Верховного Совета СССР от 15 сентября 1948 года удостоен звания Героя Социалистического Труда за «получение в 1947 году высокой продуктивности животноводства при выполнении колхозом обязательных поставок сельскохозяйственных продуктов и плана развития животноводства по всем видам скота» с вручением ордена Ленина и золотой медали «Серп и Молот».
Этим же Указом званием Героя Социалистического Труда были также награждены директор совхоза «Уч-Аджи» Александр Иванович Трапезников, управляющий первой фермой Юсуп Дусембаев, управляющий третьей фермой Шалар Чарыев и чабаны Ходжа Нияз Бяшимов, Кочкар Рахмедов, Нурыназар Сеидов, Ахмедьяр Суликбаев.
Проживал в Байрам-Алинском районе Марыйской области. Дата смерти не установлена.
Награды
- Герой Социалистического Труда
- Орден Ленина
- Орден «Знак Почёта» (08.09.1945)
- Медаль «За доблестный труд в Великой Отечественной войне 1941—1945 гг.»